# Agrionios
Agrionios (altgriechisch Ἀγριώνιος) ist ein Monat des böotischen Kalenders.
Er war der vierte Monat nach dem Prostaterios und vor dem Thyios, im julianischen Kalender entspricht ihm ungefähr der Monat April. Der Agrionios ist inschriftlich aus den Poleis Chaironeia und Lebadeia bekannt. Außerhalb Böotiens findet sich der Monat im Kalender der Stadt Melitaia in der Phthiotis. In der Form Agrianios war er im Kalender der Dorer verbreitet.
Der Name wird auf das Fest Agrionia zu Ehren des Gottes Dionysos zurückgeführt, das in diesem Monat in Orchomenos begangen wurde.